# Guillem VII d'Alvèrnia
Guillem VII d'Alvèrnia (nascut cap a 1069, mort el 1136), fou comte d'Alvèrnia el 1096 o en els següents anys després d'aquesta data, succeint al seu pare Robert II d'Alvèrnia (esmentat per darrer cop el 1096). La seva mare fou Judit de Melguelh.
L'any 1102, va portar a Terra Santa l'elit de la noblesa de la seva província: el baró de la Tour, Jean de Murat, Arnaud d'Apchon, Arnald de Bréon (senyor de Mardogne), Lluís de Pondonas, Lluís de Montmorin, Jaumde de Tournemire, Lleó de Dienne (senyor de Beaufort), etc., i a més el vescomte d'Albi Bernat Ató IV, el vescomte Aicard de Marsella (i d'Arle) i Berenguer de Narbona. Es van unir a Ramon de Sant Geli i van fer amb ell el setge de Trípoli (inicis del 1103). Les seves armes, "d'or en gonfanó de gules enserrellat de sinople", han continuat sent les d'Alvèrnia. Guillem no consta que tornés a Alvèrnia abans del 1114.
Aimeri, bisbe de Clarmont compartia el domini de la ciutat amb el comte i aquest volia assegurar-se el domini únic de la població. El 1121 Guillem es va apoderar de la catedral per la traïció del degà; va fer fortificar Montferrand amb l'objectiu de disposar d'un lloc fort contra el bisbe. Les violències repetides que va exercir el 1122 contra el clergat clarmontès van decidir aquest a recórrer al rei Lluís VI de França el Gros, que va reunir un exèrcit «per venjar sobre els alvernesos la injúria feta a l'església» segons l'abat Suger. L'exèrcit reial va destrossar la regió de Limagne, va prendre Pont-du-Château i va investir Clarmont, el que va obligar Guillem a tornar el que havia pres. Quatre anys més tard, la baralla amb el bisbe s'havia reiniciat, i Lluís VI va venir altre cop acompanyat de Carles comte de Flandes (juliol de 1126) i va assetjar Montferrand, i en una sortida els assetjats van caure en una emboscada feta pel comte Amauri III de Montfort però l'exèrcit del duc d'Aquitània, Guillem IX, senyor feudal de Guillem d'Alvèrnia, va anar en el seu ajut. Les coses es van arranjar en el respecte amb el dret feudal, el duc jurant fidelitat al rei, el seu senyor feudal, per a les terres del seu vassall el comte i convocant a un judici que es va celebrar a Orleans on ja es va arribar amb una transacció pactada.
Guillem VII es va casar amb Emma, filla de Roger I de Sicília i de Judit d'Évreux. Foren els pares de Robert III d'Alvèrnia i de Guillem IX, que van ser tots dos comtes d'Alvèrnia (el segon havent desposseït el seu nebot Guillem VIII el Jove de la successió del primer).